# Васил Шаханов
Васил Георгиев Шаханов е виден старозагорски предприемач, индустриалец и благодетел от последната четвърт на XIX и първата четвърт на XX в.

## Биография
Васил е първият син на собственика на лозя, производител и търговец на алкохол Георги Шаханов и внук на богатия търговец Шаханов от рода Шаханови в Стара Загора. Брат му Петко, завършил специалност „Физика“ в Санкт Петербург, е сред най-известните и уважавани учители по физика в страната, първият директор на Висшия педагогически курс в Пловдив, открит през 1909 г.
В. Шаханов основава първата в Стара Загора българска конячна фабрика и спиртоварница през 1876 г. Започва производство на бели и червени вина, плодови ракии, коняци, вермути, ликьори, винен оцет. Още следващата година успява да изнесе българска ракия и винен оцет за Виена.
Участва в първото българско изложение в Пловдив през 1892 г. и печели сребърен медал. Удосотен е с международни отличия на изложения в Европа – Анверс, Белгия (1894); Бордо, Франция (1895), Париж (1900); Лондон (1907).
Продава стоката си в цялата страна (особено търсена е заарската мастика), изнася за чужбина. Фирмата открива магазин в София след 1920 г., където счетоводител е писателят Димитър Подвързачов. Има търговски представителства в Солун, Виена, Милано.
Шаханов е общински съветник от 1894 до 1896 г. Остава активна обществена фигура в града до края на Първата световна война. Освен това е сред най-старите и уважавани членове на Пловдивската търговска камара.
Развива широка благотворителна дейност. Изключителен хуманист и филантроп, в навечерието на Коледа и Великден нареждал тайно да поставят пред вратите на най-бедните семейства чувалче брашно, захар и бутилка шарлан. Основен спомоществовател е при строителството на Старозагорския театър. Заедно с жена си Анка Шаханова е член на благотворителни дружества като „Добрий самарянин“, които подпомага финансово. Ежегодно спонсорира бедни българчета да учат в Русия.
Умира от бъбречна недостатъчност в Белград по време на семейно пътуване към Европа през 1909 година, по други данни – в началото на 1920-те години. Има 6 деца – 2 дъщери и 4 синове, които поемат управлението на фирмата след кончината на баща им. Фабриката на Шаханови в Стара Загора е закрита през 1925 г. и семейството се изселва в София.

## Признание
За неговата обществена и благотворителна дейност е награждаван 2 пъти с орден „За граждански заслуги“. Името му е вписано в Паметната книга на дарителите на Археологическо дружество „Августа Траяна“ в Стара Загора.
По решение на Общинския съвет покритият и обновен пазар в Стара Загора, познат неофициално като Руски пазар, е наименуван „Васил Шаханов“ и е открит на 2 август 2022 г.